# Ratha (Architektur)

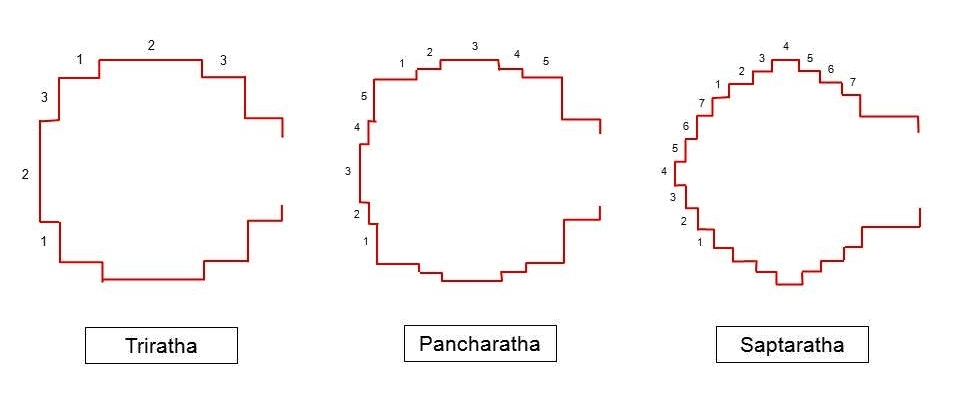
Schematische Darstellung von triratha, pancharatha, saptaratra

Mit dem Begriff Ratha (in Odisha auch rāhā) wird die Außenwandgliederung der Cella (garbhagriha) eines indischen Tempels bezeichnet; sie setzt sich regelmäßig in dessen Turmgliederung (shikhara oder deul) fort. Das Innere der Cella ist dagegen in vielen Fällen ungegliedert. Durch zahlenmäßig zunehmende rathas entwickeln sich die Grundrisse von Cella und Turm von einer ursprünglich quadratischen (seltener auch rechteckigen) zu einer annähernd runden Form.

## Etymologie
Im Sanskrit bezeichnet ratha einen hölzernen Wagen, wie sie bei einigen ost- und südindischen Festen (ratha yatra) noch heute zum Einsatz kommen. 
Man unterscheidet zwischen dreiteiligen (triratha), fünfteiligen (pancharatha), siebenteiligen (saptaratha) und neunteiligen (navaratha) Außenwandgliederungen. Zahlreiche weitere Vor- und Rücksprünge sowie Nischen und vertikal angeordnete Dekor- und Schmuckbänder machen die eindeutige Identifizierung der Außenwandgliederung späterer indischer Tempel oft kompliziert.

## Geschichte
Die ältesten Freibautempel Nordindiens waren turmlos und ungegliedert (vgl. Tigawa, Kunda, Sanchi, Nachna, Naresar, Talagunda etc.). Der um 500 n. Chr. errichtete Dashavatara-Tempel von Deogarh (Uttar Pradesh) zeigt hingegen bereits eine deutliche triratha-Außenwandgliederung, die sich wahrscheinlich im Dachaufbau fortgesetzt hat. Unter den Gurjara-Pratiharas nimmt die Zahl der Gliederungselemente deutlich zu und Shikhara-Türme werden zur Regel (vgl. Naresar, Bateshwara, Amrol, Gyaraspur). In den Chalukya-Tempeln (z. B. Laxshmeswar) und in den etwa gleichzeitigen Monumentalbauten der Chandella in Khajuraho oder Einzeltempeln wie dem von Udaipur (Madhya Pradesh) erreicht die Gliederung des Außenbaus der Hindu-Tempel ihren architektonischen Höhepunkt.

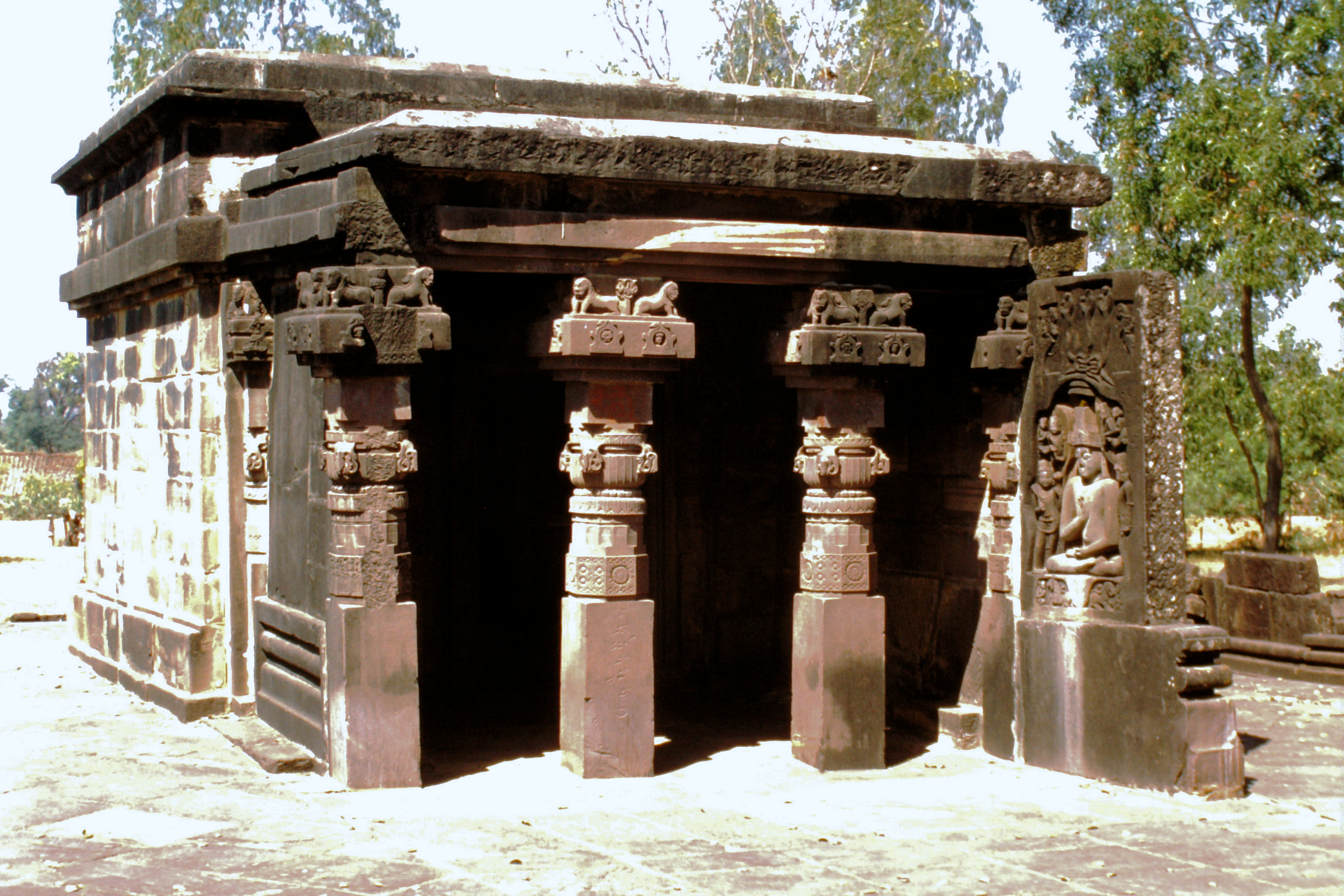
Tigawa, Kankali-Devi-Tempel (um 420)
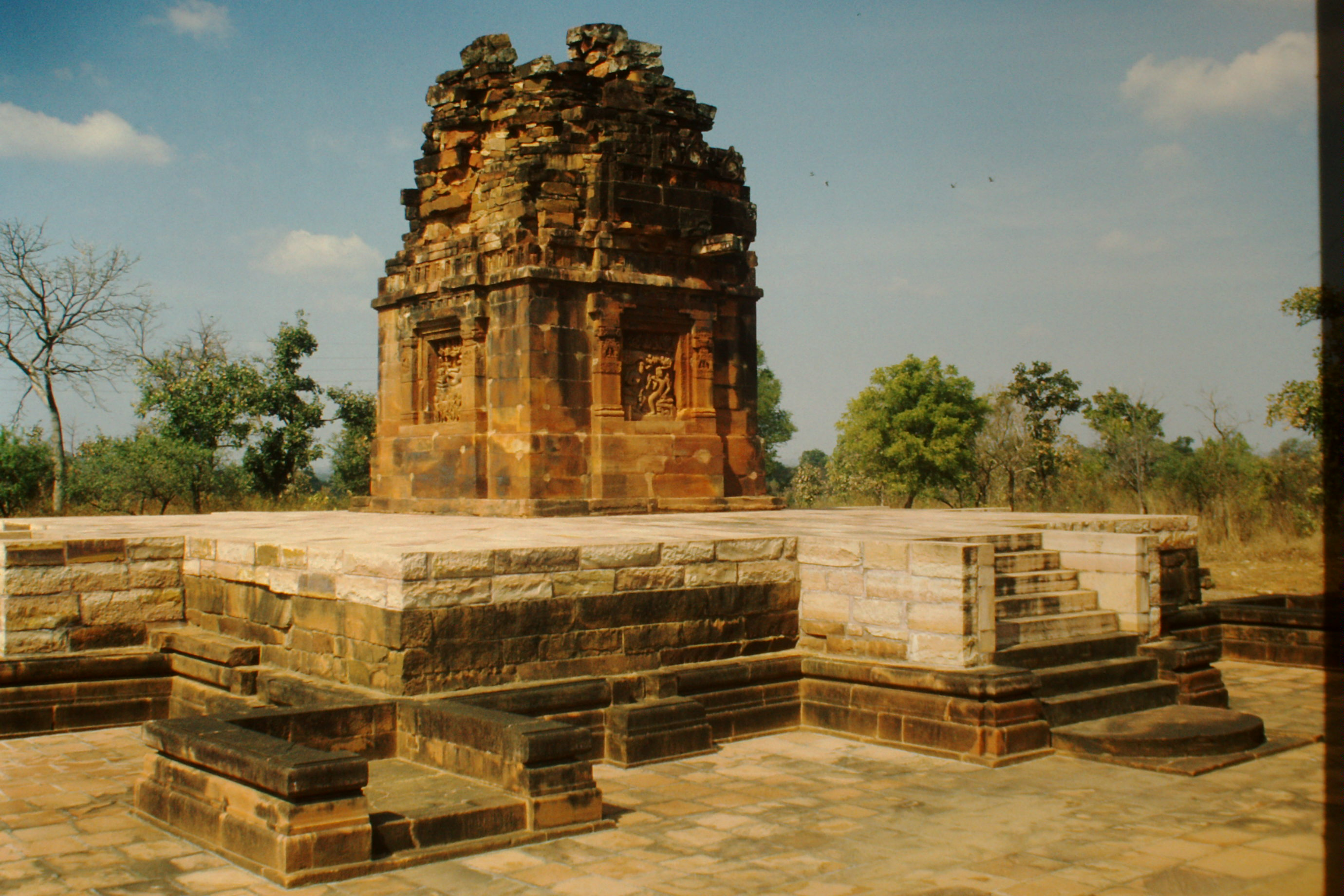
Deogarh, Dashavatara-Tempel (um 500)
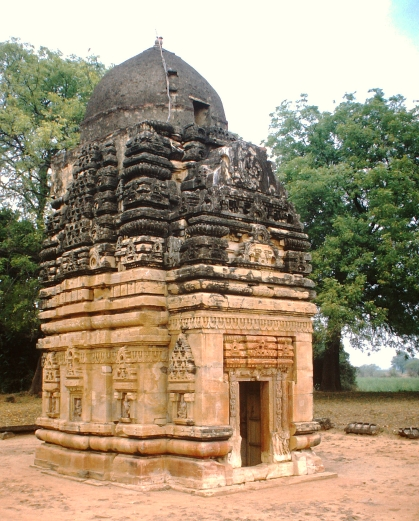
Amrol, Ramesvara-Mahadeva-Tempel (um 750)
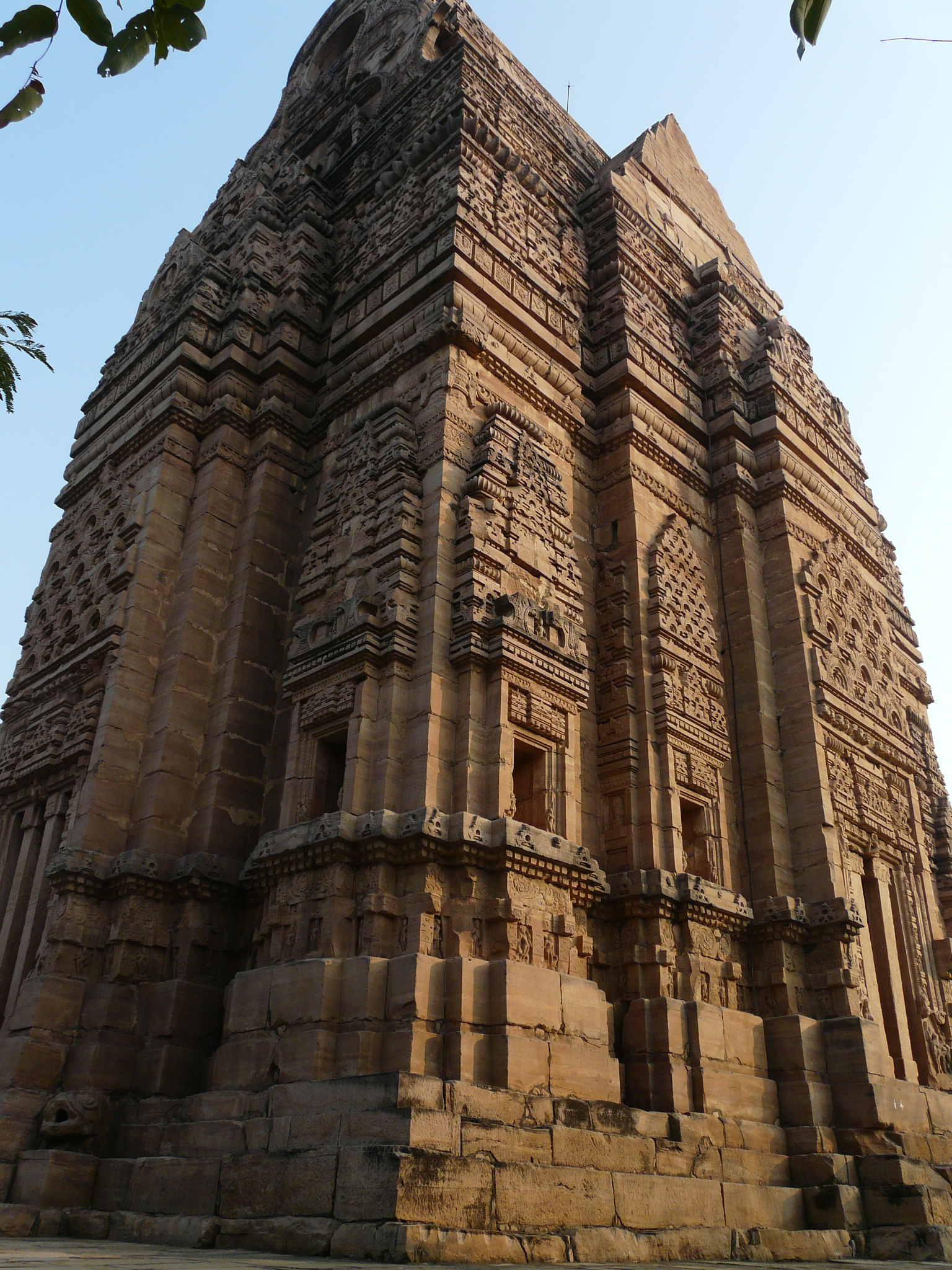
Gwalior, Teli-ka-Mandir (um 770)
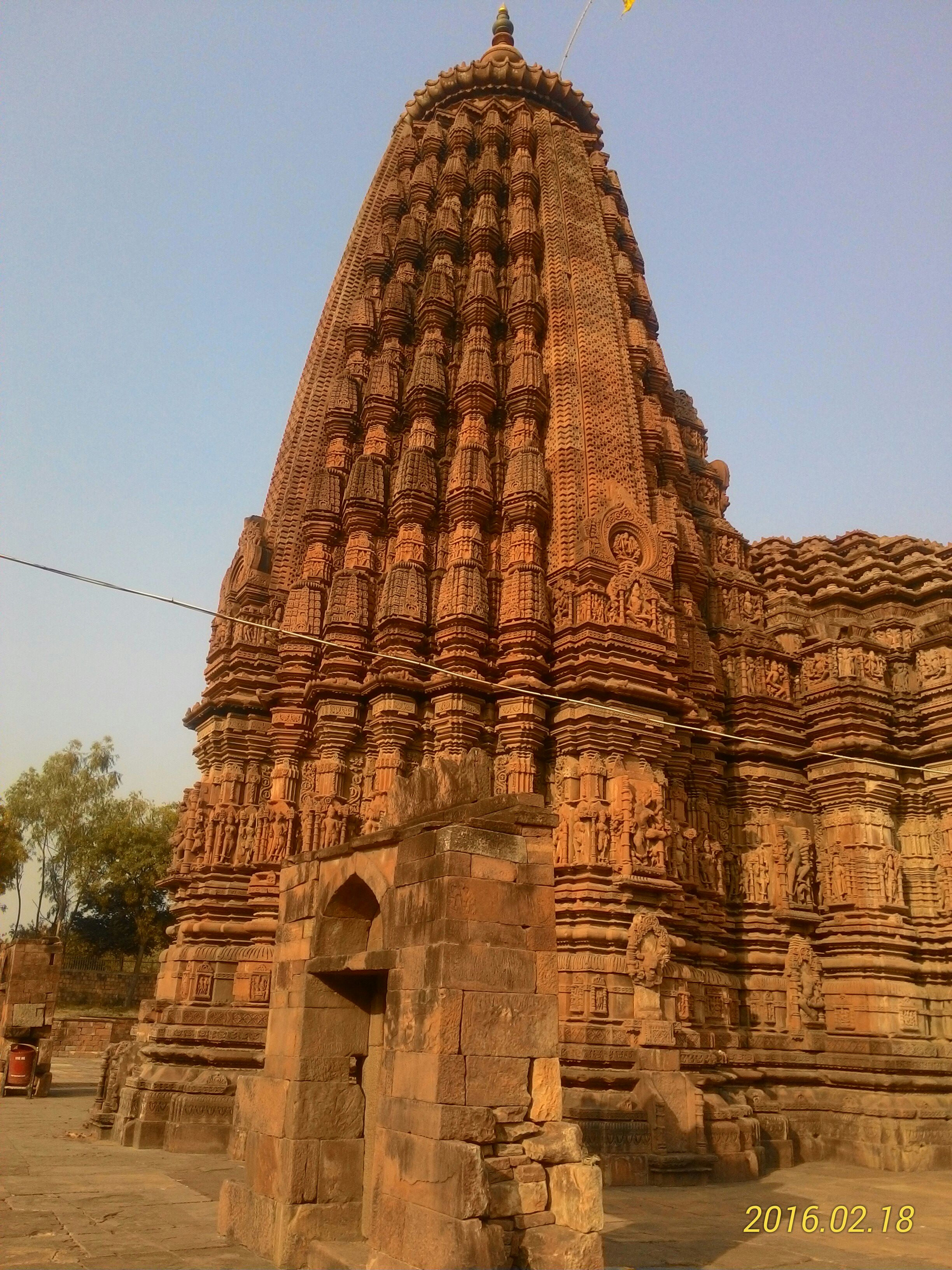
Udaipur (Madhya Pradesh), Nilakanteshwara-Tempel (um 1100)
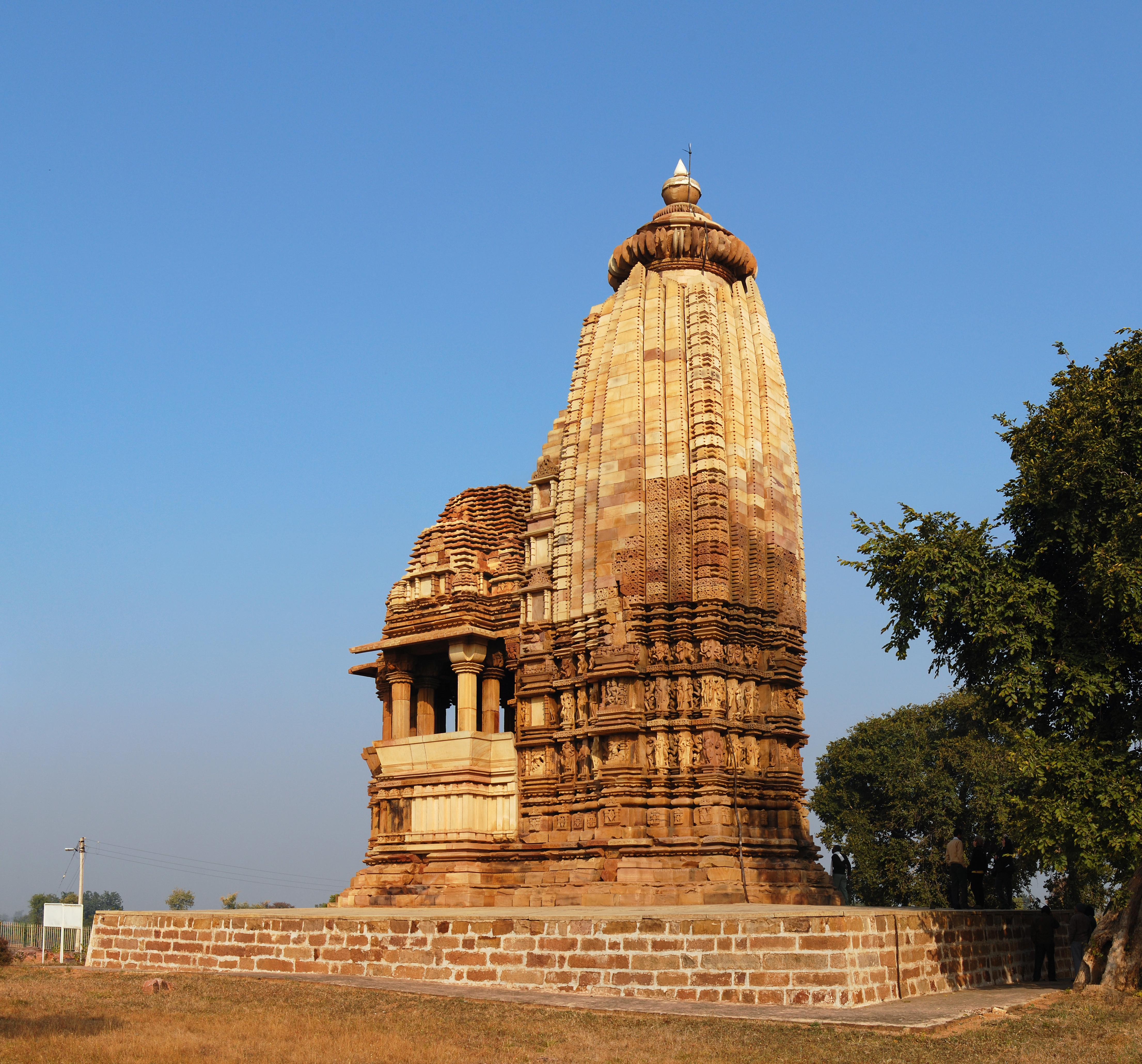
Khajuraho, Chaturbuja-Tempel (um 1120)